# Maison Devigne
La maison Devigne est une maison située en France sur la commune de Pérouges, dans le département de l'Ain en région Auvergne-Rhône-Alpes.
Elle fait l'objet d'un classement au titre des monuments historiques depuis le 25 mars 1930

## Localisation
La maison est située dans le département français de l'Ain, sur la commune de Pérouges.

## Historique
L'édifice est classé au titre des monuments historiques en 1930.